# Alitus
Le cratère Alitus est un cratère d'impact de 50 km de diamètre situé sur Mars dans le quadrangle d'Argyre. Il a été nommé en référence à la ville d'Alytus en Lituanie.